# John Godson

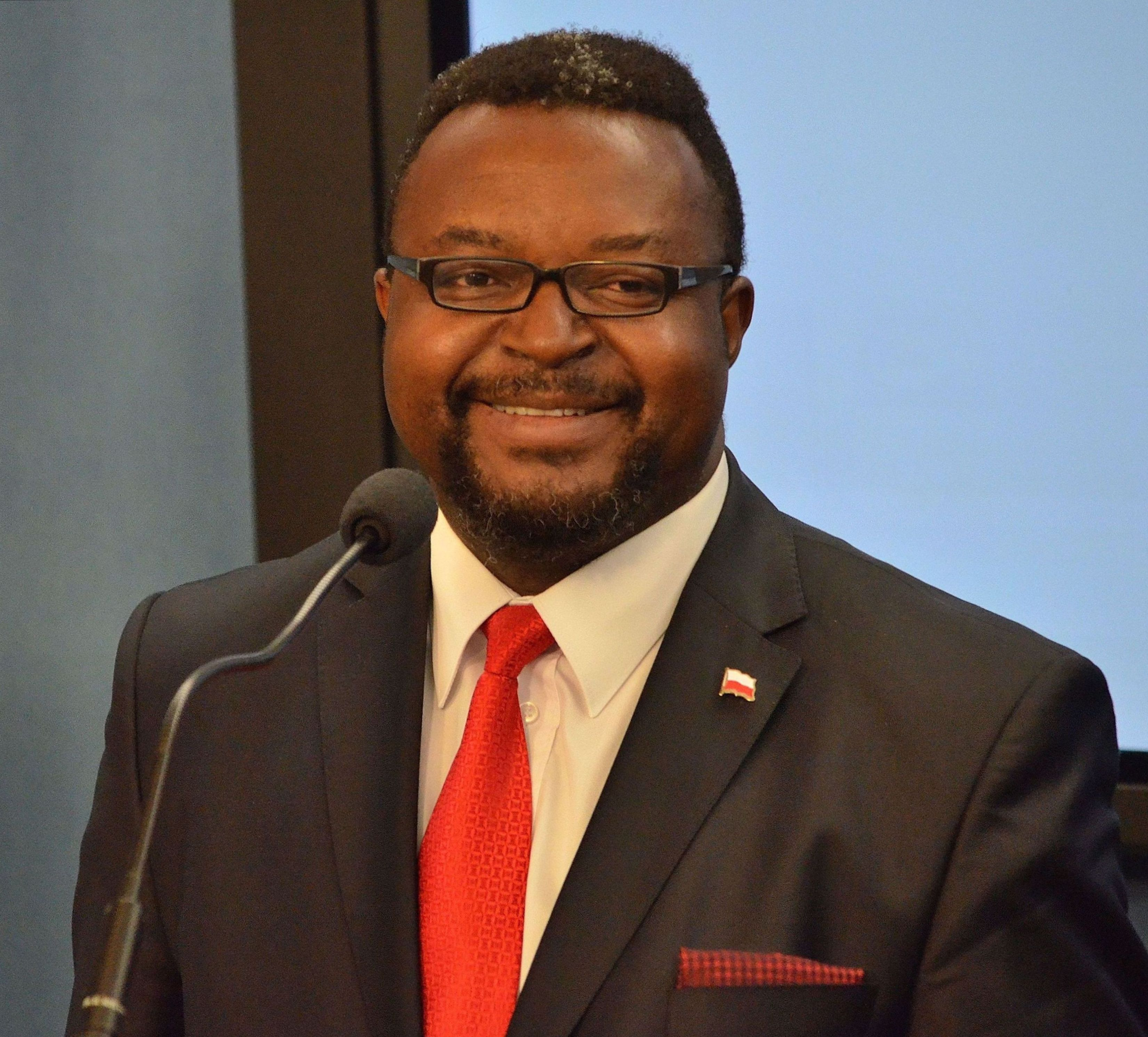
John Godson (2013)

John Abraham Godson (* 25. November 1970 in Umuahia, Nigeria als Godson Chikama Onyekwere) ist ein polnischer Politiker (PO, PJN, PR, PSL) nigerianischer Herkunft. Von 2010 bis 2015 war er Mitglied des Sejm in der VI. und VII. Wahlperiode.

## Leben und Beruf
Godson stammt aus dem Süden Nigerias und gehört zum Volk der Igbo.
Als junger Mann traf Godson in den 1980er Jahren einen rumänischen Missionar, der ihm von Osteuropa erzählte. 1993 fuhr er erstmals nach Polen, wo er sich in das Land und in seine spätere erste, aus Stettin stammende Frau verliebte. „Ich kam für zwei, und nun sind es schon 17 Jahre. Ich reise viel, aber nirgendwo geht's mir so gut wie in Polen.“ 1993 bezog er zweimal auf offener Straße wegen seiner Hautfarbe Prügel. Retrospektiv meinte Godson, dass der Rassismus in Polen damit zusammenhinge, dass das homogene Polen noch keine Ausländer gewohnt sei, sich die Haltung der Polen mit der neuen Reisefreiheit aber bereits gebessert habe.
Vor seiner Auswanderung studierte Godson Agrarwissenschaft an der Abia State University in Uturu. Anschließend besuchte er in den USA Kurse für Personalverwaltung am Trinity College in Newburgh, Indiana. In Polen absolvierte er einen Studiengang in Politikwissenschaft an der Hochschule für internationale Studien in Łódź. Zurzeit arbeitet er an seiner Promotion zum Doktor an der Fakultät für Management der Universität Łódź und an der Fakultät für Journalismus und Politikwissenschaft an der Universität Warschau.
Godson lehrte als Dozent von 1993 bis 1997 an der Westpommerschen Technischen Universität Stettin und von 1997 bis 1998 an der Adam-Mickiewicz-Universität Posen. Danach gründete er in Choszczno eine Sprachschule und arbeitete als Pastor in der evangelischen Kirche des Ortes. Im Jahr 2000 wurde ihm die polnische Staatsbürgerschaft verliehen.
Godson zählt zu einer großen Gruppe nigerianischstämmiger Personen, die in Polen im öffentlichen Leben stehen. Hierzu gehören u. a. der Fußballspieler Emmanuel Olisadebe, der Boxer Izuagbe Ugonoh, die Fernsehmoderatorin Olimpia Ajakaiye, die Schauspielerin Aleksandra Szwed und der Partisane und Musiker August Agbola O’Browne.
Nach seinem Ausscheiden aus dem Sejm 2015 kehrte er nach Nigeria zurück, wo er einen landwirtschaftlichen Betrieb gründete. Er war zudem Berater der Central Bank of Nigeria und wurde 2020 Vorsitzender des lokalen Komitees zur Bekämpfung der Auswirkungen der COVID-19-Pandemie in Nigeria. Godson ist zum zweiten Mal verheiratet und hat sechs Kinder, vier aus erster und zwei aus zweiter Ehe.

## Politik
2003 zog Godson nach Łódź und fing an, sich politisch zu engagieren. Er wurde für die liberale Platforma Obywatelska Ratsmitglied im Stadtbezirk Janów-Olechów, wo er mit seiner damaligen Frau und vier Kindern lebte. 2007 stieg er in den Stadtrat auf, wo er gewöhnlich im Anzug mit Krawatte erschien, in den Sommermonaten allerdings auch bunte nigerianische Hemden trug. 2008 gründete er das Afrikanische Institut in Polen, das den Polen die verschiedenen Kulturen des Kontinents näher bringen und ausländischen Studenten aus Afrika helfen soll, sich in Polen zurechtzufinden. Er organisierte Konferenzen über Rassentoleranz in Polen sowie Schulungen über Afrika. Godson berät zudem Unternehmer bei Investitionen in Afrika und binationale Paare in kulturellen Fragen.
Sein Abgeordnetenmandat im polnischen Parlament, dem Sejm, übernahm Godson von Hanna Zdanowska nach ihrer Wahl zur ersten Stadtpräsidentin von Łódź im Dezember 2010. Bei der Parlamentswahl 2011 konnte er sein Mandat verteidigen. Im August 2013 verließ er die PO und schloss sich gemeinsam mit Jarosław Gowin und Jacek Żalek der Polska Jest Najważniejsza (PJN) an, die bereits im Dezember 2013 in der Polska Razem (PR) aufging. Dort war er stellvertretender Vorsitzender der Gesamtpartei und Vorsitzender in der Woiwodschaft Łódź. Bei der Europawahl 2014 scheiterte er mit der PR an der 5-%-Hürde. Nachdem er im Juni 2014 bei einer Abstimmung dem zweiten Kabinett Tusk das Vertrauen ausgesprochen hatte, trat er am 26. Juni von seinen Parteiämtern zurück und wurde am Folgetag aus der PR ausgeschlossen. Bei den Selbstverwaltungswahlen 2014 kandidierte er als für das Amt des Stadtpräsidenten von Łódź. Bei der Wiederwahl von Hanna Zdanowska belegte er mit 4,2 % der Stimmen den vierten Platz unter neun Kandidaten. Im Januar 2015 wurde er Mitglied der Polskie Stronnictwo Ludowe (PSL). Bei der Parlamentswahl 2015 wurde er nicht wiedergewählt.
Godson engagierte sich gegen einen europäischen Migrationspakt im Rahmen des GEAS und fordert eine selektive Einwanderungspolitik mit harten Sanktionen gegen unerwünschte Gruppen.
Nach seiner Rückkehr nach Nigeria trat er dort dem All Progressives Congress bei.

## Verweise

### Weitere Quellen
- Newsweek, 21. November 2010, S. 8
- Gazeta Wyborcza, 7. Dezember 2010, S. 2